# 清坂作之助
清坂 作之助（きよさか さくのすけ、1847年1月19日〈弘化3年12月3日〉 - 没年不明）は、日本の商人（皮革商）、資産家、名望家。族籍は大阪府平民。

## 人物
大阪府出身。清坂家に入り、1869年5月に分かれて一家を創立する。皮革商を営む。資産家であり、直接国税530余円を納める。学務委員長、組合の取締をつとめる。浄瑠璃を得意とする。衆議院議員南区選挙有権者である。住所は大阪市南区西浜南通3丁目（現・浪速西）。

## 家族・親族
清坂家
- 妻・ヤス（1863年 - ?、和歌山県人・鍵岡惣四郎の長女）[3]
- 娘[3]
- 孫・作之助（1902年 - ?、前名・作次、地家主[10][11]） - 清坂健十郎の長男[12]。母は祖父・作之助の二女[12]。金融業を営む[12][注 1]。1923年に家督を相続する[11][12]。住所は大阪市浪速区西浜南通3丁目[11][12]。
  - 同妻（1907年 - ?、大阪、荒木栄典の妹）[11]
  - 同娘[11]

親戚
- 荒木栄蔵（皮革貿易商）
- 西森源兵衛（皮革貿易商）